# Hypnagogie
Hypnagogie (von altgriechisch ὕπνος hýpnos „Schlaf“ und ἀγωγός agōgós „führend“) oder hypnagogischer Zustand bezeichnet einen Bewusstseinszustand, der beim Einschlafen oder Tagschlafen auftreten kann. Eine Person im hypnagogen Zustand kann visuelle, auditive und taktile Halluzinationen erleben, unter Umständen, ohne sich bewegen zu können (Schlafparalyse). Obwohl der Person bewusst ist, dass sie halluziniert, kann sie in den meisten Fällen nicht darauf reagieren.
Der Übergang vom Wachsein zum hypnagogen Zustand vollzieht sich fließend. Auch wenn das Wachdenken vorwiegend abstrakt ist, wird es im Hintergrund vom „anschaulichen“ Denken begleitet. Die nach außen gerichtete Aufmerksamkeit ist herabgesetzt, das abstrakte Denken aber nicht völlig abgeschaltet. Die Gedanken reihen sich lockerer und ungezielter aneinander, mehr analog als logisch verknüpft.
Der Bewusstseinszustand in der Phase des Erwachens wird als Hypnopompie (von griechisch hypnos und πομπή pompé „wegschicken“), Hypnopompia oder hypnopompischer Zustand bezeichnet. Der Begriff wurde von dem englischen Literaten Frederic W. H. Myers geprägt.

## Geschichte
Der Begriff wurde im 19. Jahrhundert durch den französischen Gelehrten Alfred Maury geprägt. 
Im Gegensatz zu Maury, der nur eigene Erfahrungen beschrieb, stellte Francis Galton seine Untersuchung auf eine breitere Basis, indem er Fragebögen versandte, auf die er zahlreiche Antworten mit Berichten über hypnagoge Wahrnehmungen erhielt. Galton kam zu dem Schluss, dass es sich um ein normales Phänomen handele, in den meisten Fällen seien die Wahrnehmungen jedoch schwach ausgeprägt und wenig auffällig und würden den Betroffenen daher nicht besonders bewusst, in selteneren Fällen aber sprachen die Berichte von ausgeprägten und detailreichen Halluzinationen.
Der Psychoanalytiker Carl Gustav Jung vermutete 1902, dass „die hypnagogischen Bilder identisch sind mit den Traumbildern des normalen Schlafes, respektive deren visuelle Grundlage bilden.“ Er belegte das mit Aussagen von Maury und George Trumbull Ladd, der es durch Übung dahin brachte, kurz nach dem Einschlafen wieder zu erwachen und dabei feststellte, dass die leuchtenden Figuren der Retina mit den Umrissen der Traumbilder übereinstimmten.
Im Gegensatz zu modernen Auffassungen, die das Unpersönliche hypnagogischer Wahrnehmungen, etwa von Mustern und Strukturen, betonen, sah der Psychoanalytiker Herbert Silberer in ihnen symbolische Ausdrucksformen und unterschied dabei drei Kategorien: die „materielle“ Kategorie, welche Gedanken und Vorstellungen wiedergibt; die „funktionale“ Kategorie, in der sich der psychische Zustand (etwa Freude, Furcht) oder psychische Tätigkeiten (etwa Hemmungen) abzeichnen. Bei der dritten Kategorie handele es sich um Bilder, die durch körperliche Reize ausgelöst werden. Insbesondere die funktionale und die materielle Kategorie seien häufig miteinander verknüpft.

## Hypnagoge Wahrnehmungen
Hypnagoge Wahrnehmungen sind vorwiegend visueller Natur. Weniger häufig sind auditive Wahrnehmungen, bei denen zum Beispiel mit fremder Stimme gesprochene Wörter oder Sätze vernommen werden. Hörphänomene werden als „konform“ bezeichnet, wenn sie mit den gleichzeitigen Bildern sinnvoll verbunden sind. Andernfalls gelten sie als „autonom“. Auch haptische Eindrücke können sich zusammen mit Bildern oder alleine einstellen. Auch verstärkte Phosphen bei geschlossenen Augen, welche weitaus realistischer sind als gewöhnlich, sind möglich. Diese werden nochmals verstärkt, wenn der Betroffene sich die Hände auf die Augen legt und einen Druck ausübt.
Taktile hypnagoge Phänomene oder die Wahrnehmung von Bewegung sind weitaus seltener. Ernst Jünger erwähnt etwa ein gelegentliches morgendliches Geschütteltwerden, das er als „frisson“ bezeichnet und das ihm als Nachweis für das Erreichen eines hypnagogen Zustands dient. Vereinzelt werden außerdem auch Geruchs- und Geschmacksempfindungen beschrieben.